# Tsaritsyno (métro de Moscou)
Tsaritsyno (en russe : Цари́цыно et en anglais : Tsaritsyno) est une station de la ligne Zamoskvoretskaïa (ligne 2 verte) du métro de Moscou, située sur le territoire du raïon Tsaritsyno dans le district administratif sud de Moscou.

## Situation sur le réseau
Établie en souterrain, à 8 mètres sous le niveau du sol, la station Tsaritsyno est située au point 0163+31 de la ligne Zamoskvoretskaïa (ligne 2 verte) entre les stations Kantemirovskaïa (en direction de Khovrino) et Orekhovo (en direction d'Alma-Atinskaïa).

## Histoire
La station Tsaritsyno est mise en service le 30 décembre 1984, lors de l'ouverture à l'exploitation du prolongement de Kachirskaïa à Orekhovo. Mais des infiltrations d'eau dans le tunnel nécessite la fermeture le lendemain de ce nouveau tronçon qui n'est rouvert que le 9 février 1985.